# Distrito de Haßberge
Haßberge es uno de los 71 distritos en que está dividido administrativamente el estado alemán de Baviera.

## Ciudades y municipalidades
| Ciudades                                                                | Municipalidades | |
| ----------------------------------------------------------------------- | --- | --- |
| 1. Ebern 2. Eltmann 3. Haßfurt 4. Hofheim 5. Königsberg 6. Zeil am Main | 1. Aidhausen 2. Breitbrunn 3. Bundorf 4. Burgpreppach 5. Ebelsbach 6. Ermershausen 7. Gädheim 8. Kirchlauter 9. Knetzgau 10. Maroldsweisach | 1. Oberaurach 2. Pfarrweisach 3. Rauhenebrach 4. Rentweinsdorf 5. Riedbach 6. Sand am Main 7. Stettfeld 8. Theres 9. Untermerzbach 10. Wonfurt |